# 채수현
채수현(2000년 6월 7일 ~ )은 대한민국의 가수다.

## 방송
- 미스트롯3 - 1번 참가자  추억의 소야곡, 풍악을 울려라, 아씨 , 가창력으로 화제의 인물 선정
- 미스터 로또  홍랑, 님이여, 돌리도
- 미스쓰리랑  사모곡
- 아침마당 물망초 사연
- Kbs 라디오 우리 어머니
- mbc 라디오 비비각시
- 교통방송 I will always love you
- 서경방송 여로

## 음반
- 꽃다발 ㆍ매니져먼트 수여곡
- 귀티 나는 남자ㆍ이호섭 가요제 대상 수여곡
- 직녀ㆍ이호섭가요제 대상 특전 수여곡

## 경력
- 진주시 홍보대사
- 이미자 동백아가씨 기념 백영호 작곡가 기념 전속 가수

## 수상
- 이호섭 가요제 대상
- 양산 강변 전국 가요제 대상
- 진주 가인 가요제 대상
- 양산 시민 가요제 대상
- 정의송 가요제 금상